# Gustavo Rojas Pinilla
Gustavo Rojas Pinilla (Tunja, 12 de marzo de 1900-Melgar, 17 de enero de 1975), fue un militar, ingeniero civil y político colombiano. Fue presidente de Colombia entre el 13 de junio de 1953 y el 10 de mayo de 1957. Tras el golpe de Estado que le daría al titular Laureano Gómez, ocupando de facto la presidencia. 
Durante su carrera política fue apodado Gurropín debido a las primeras sílabas de su nombre completo.
Fue dictador de Colombia tras el golpe de Estado que le daría al titular Laureano Gómez, ocupando de facto la presidencia de Colombia del 13 de junio de 1953 al 10 de mayo de 1957 mediante una dictadura militar. Su mandato se caracterizó por la realización de trabajos de infraestructura, como lo son el Aeropuerto Internacional El Dorado, el Hospital Militar Central, la calle 26, el Centro Administrativo Nacional (CAN), la Secretaría Nacional de Asistencia Social (Sendas) y la Universidad Pedagógica y Tecnológica de Colombia (UPTC). Además, algunas concesiones petroleras volvieron al control gubernamental.
Fue el cuarto Presidente ingeniero en la Historia de Colombia (el primero fue Pedro Nel Ospina, el segundo fue Mariano Ospina Pérez y el tercero fue Laureano Gómez).
Durante su gobierno se inició el proceso de despolitización de la Policía Nacional y la llegada del servicio de televisión al país, también se dio término a la segunda etapa de la época conocida como La Violencia. En 1954, durante su mandato, se reconoció el derecho al sufragio femenino. También prohibió el porte legal de armas a través de un sistema de salvoconductos.
En 1957 se vio obligado a renunciar por una crisis social y de gobernabilidad provocada por protestas populares apoyadas por los líderes de los partidos tradicionales, y, entonces, conformó una junta militar para poder completar su mandato, iniciando así una dictadura militar. 
Una vez se restauró la democracia, sus enemigos iniciaron una persecución judicial en su contra; fue condenado por hechos de su gobierno y se le quitaron sus derechos políticos dentro de un proceso irregular.
A finales de los años 60 regresó a la política fundando su propio partido políticoː la Alianza Nacional Popular (ANAPO), que hizo oposición al sistema de alternación de los partidos tradicionales conocido como Frente Nacional. En las elecciones presidenciales de 1970, estuvo a punto de volver a la presidencia pero fue derrotado por Misael Pastrana en unos comicios considerados como fraudulentos. A raíz de éste suceso, nació la guerrilla del Movimiento 19 de abril (M-19).
Murió en 1975, y su hija y nietos continuaron con su legado político, aunque sus nietos protagonizaron escándalos de corrupción en el siglo XXI.

## Biografía

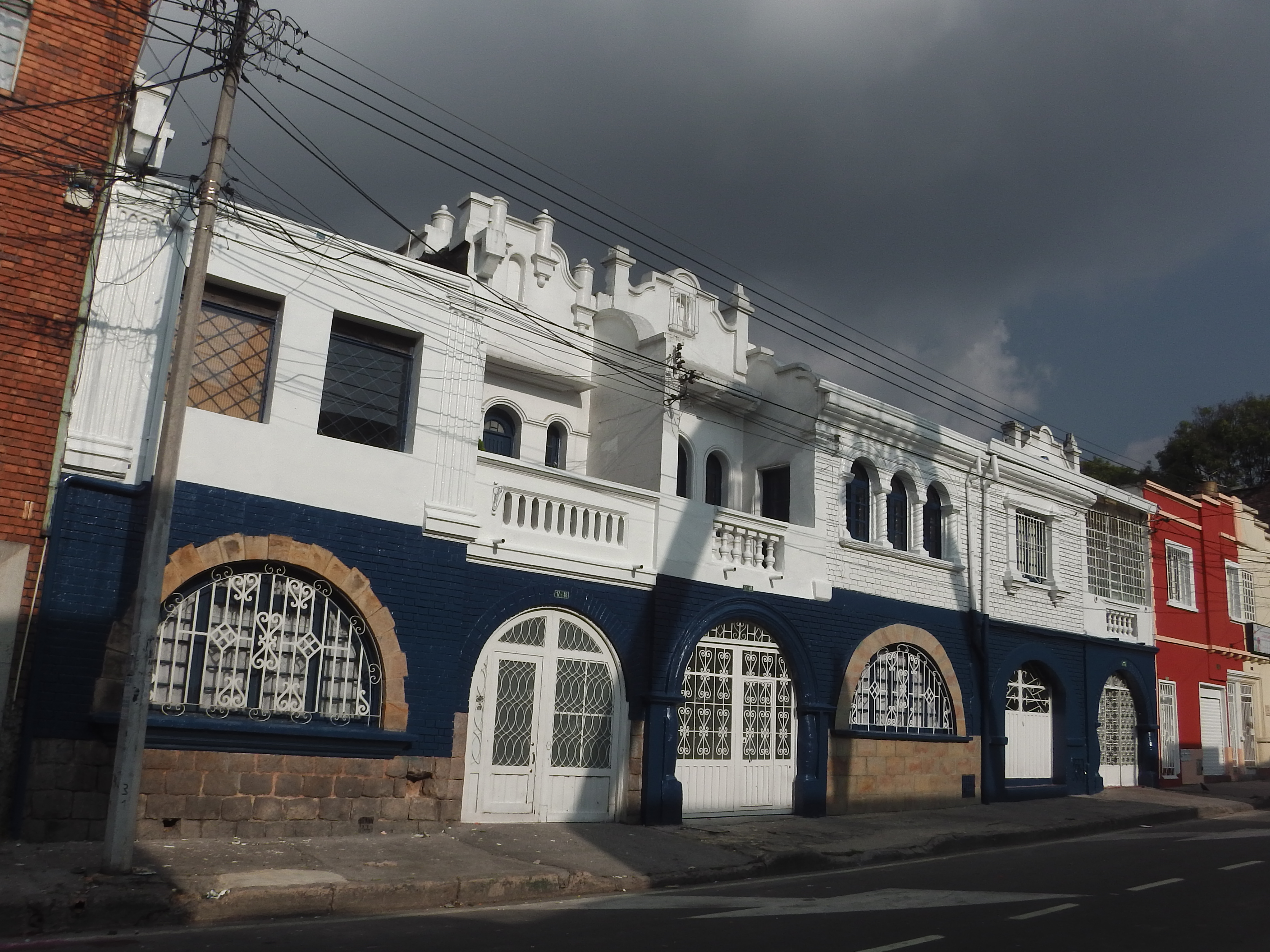
Casa donde habitó Gustavo Rojas, en el barrio Santa Fe de Bogotá.

Rojas nació el 12 de marzo de 1900, en Tunja, en el seno de una familia acomodada de militares conservadores. Pasó sus primeros años entre su natal Tunja, Villa de Leyva y en una propiedad rural en Arcabuco, Boyacá.
Inició su carrera militar en la Escuela de Cadetes de Bogotá en 1920. Hacia 1923 fue ascendido a teniente del Ejército mientras se encontraba asignado en Manizales. En 1924 solicitó el retiro del servicio activo para poder realizar sus estudios de Ingeniería Civil en el Trine University, en Indiana, Estados Unidos; donde obtuvo el título de ingeniero civil en 1927. A partir de ahí empezó a participar en la construcción de carreteras y otras obras de ingeniería dentro de su carrera militar.

### Trayectoria político-militar
Tras iniciarse la guerra colombo-peruana, Rojas fue reintegrado al servicio activo para el gobierno de Enrique Olaya Herrera. En 1936 fue ingeniero del departamento técnico de la fábrica de municiones del Ejército Nacional, y como tal fue enviado en misión especial a Alemania, con el fin de obtener la maquinaria necesaria para fabricar las municiones en Bogotá. En su regreso a Colombia, fue nombrado jefe del departamento técnico de la fábrica de municiones.
En 1943 fue enviado a Estados Unidos para adquirir de ese gobierno armas y otros elementos para las Fuerzas Militares. En 1944 fue subdirector de la Escuela Superior de Guerra, y en 1945 fue nombrado director de la Aeronáutica Civil. Fue allí donde presentó su proyecto de aeropuertos bajo el nombre "Pistas de aterrizaje en Colombia", que le sirvió de tesis para su ascenso a coronel del Ejército Nacional. En 1946, ya siendo coronel, fue nombrado comandante de la Primera Brigada en Tunja y en 1948 nombrado comandante de la Tercera Brigada en Cali. 

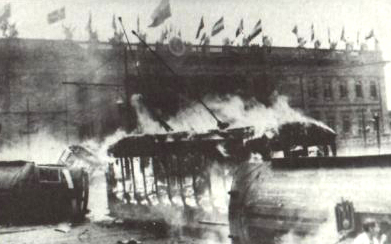
Quema de tranvías durante El Bogotazo, Plaza de Bolívar, 19 de abril de 1948.

En Cali ganó mayor visibilidad al lograr pacificar la rebelión ocurrida en esa zona a consecuencia del asesinato del líder popular del partido liberal Jorge Eliécer Gaitán, el 9 de abril de 1948, ganándose el reconocimiento del presidente conservador Mariano Ospina Pérez y a su vez de las principales directrices de su partido. 
El 11 de octubre del año siguiente fue ascendido al grado de general y el 18 de octubre fue asignado al comando de la Brigada de Institutos Militares. El 3 de diciembre de 1949, por Ospina, fue nombrado ministro de Correos y Telégrafos.

### La Violencia
Las consecuencias del asesinato de Gaitán aún se hacían sentir, el Congreso se encontraba clausurado desde el 9 de noviembre de 1949 y, el Partido Liberal, que no se había presentado a las últimas elecciones presidenciales, desconocía la condición de presidente de Laureano Gómez. En el año nuevo de 1950 Ospina lo nombró comandante de las fuerzas militares de Colombia, siendo confirmado por el nuevo presidente Laureano Gómez hasta el 1 de junio de 1951. Ese mismo año, cuando Gómez volvió a convocar a elecciones para el Congreso, el Partido Liberal, de nuevo, no se presentó, como tampoco lo hizo en 1953, a las elecciones a la Cámara de Representantes. En esta segunda cita electoral la crisis se agudizó, toda vez que tampoco acudieron a ella los conservadores adeptos a Gilberto Álzate Avendaño.
La violencia, por otra parte, mostraba por aquellos años sus cifras más cruentas. En 1950 las muertes consiguieron llegar a 5.253; lo que significaría 447 por cada 100.000 habitantes. A todo ello se sumó la ausencia de poder que representó la designación del conservador Roberto Urdaneta como presidente, en noviembre de 1951, dado el delicado estado de salud de Gómez. Aunque Urdaneta inició conversaciones con los grupos armados de los Llanos Orientales, estas se rompieron hacia 1952. El 6 de septiembre de ese mismo año una turba incendió las sedes de los periódicos El Tiempo, El Espectador y de la Dirección Nacional Liberal, así como las casas de sus importantes líderesː el expresidente Alfonso López Pumarejo, y Carlos Lleras Restrepo. Todo ello con la complacencia de la policía, que no se preocupó por intervenir.
La muerte violenta del guerrillero liberal Saúl Fajardo el 2 de diciembre de 1952, sumada a los incendios del 6 de septiembre, demostraron que los desmanes de las fuerzas del estado (hasta entonces sólo imputadas en regiones distantes sometidas al control militar) podían suceder también en las calles de Bogotá. La repercusión de estos crímenes figura como una de las causas que meses después contribuyeron al derrumbamiento del gobierno de Urdaneta.

### Toma del poder (1953)
Laureano Gómez seguía teniendo influencia protagónica en el gobierno, que se tradujo en la propuesta de una reforma constitucional y en la convocatoria a una Asamblea Nacional Constituyente que debía empezar a discutir el 15 de junio de 1953 el Proyecto de Reformas presentado al Ministerio de Gobierno por la Comisión de Estudios Constitucionales. Sin embargo, la asamblea no se pudo instalar... El 13 de junio, el general Rojas Pinilla, quien era el Comandante de las Fuerzas Armadas, asumió el poder tras un golpe de Estado pacífico ese mismo día.

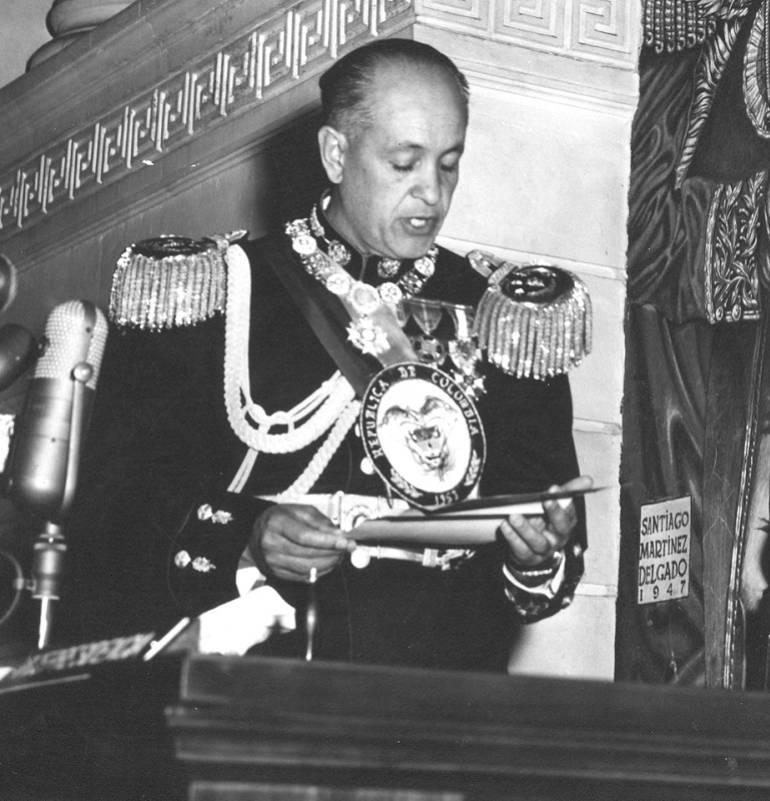
Gustavo Rojas Pinilla asume el poder, el 13 de junio de 1953. En la foto da su discurso de aceptación en el Capitolio Nacional de Bogotá, frente al mural de Santiago Martínez Delgado.

Según los historiadores, Rojas asumió el mando con el apoyo del expresidente Mariano Ospina, quien lideraba la facción progresista del partido contraria a Gómez, y de varios líderes relevantes del conservatismo como lo son Avendaño y el propio Urdaneta. El plan inicial era que Rojas le entregara el mando a Urdaneta, pero éste lo rechazó; luego se lo ofrecieron a Ospina, quien también lo rechazó; finalmente, al no haber nadie quien asumiera la presidencia, Rojas tomó el poder a nombre propio. No es pues casual que el golpe dado por Rojas haya tenido lugar dos días antes de dicha Asamblea. La condición de presidente de Rojas fue legitimada cinco días después, el 18 de junio, por la Asamblea Nacional Constituyente, que, lejos de dejar de reunirse por el golpe, se convirtió prontamente en la corporación legislativa del gobierno de Rojas.
La lectura del golpe no puede anacrónicamente remitir a las sangrientas acciones militares propias del siglo XX. En este caso no hubo ni derramamiento de sangre, ni acciones militares. Con excepción de la facción conservadora liderada por Gómez, el golpe fue promocionado y celebrado por la élite política del país, por lo que Rojas comenzó su mandato con una alta popularidad, y, de hecho, instalado en la presidencia, desfiló por las calles de Bogotá en compañía de su familia; en medio de aplausos y vítores.

## Presidencia (1953-1957)

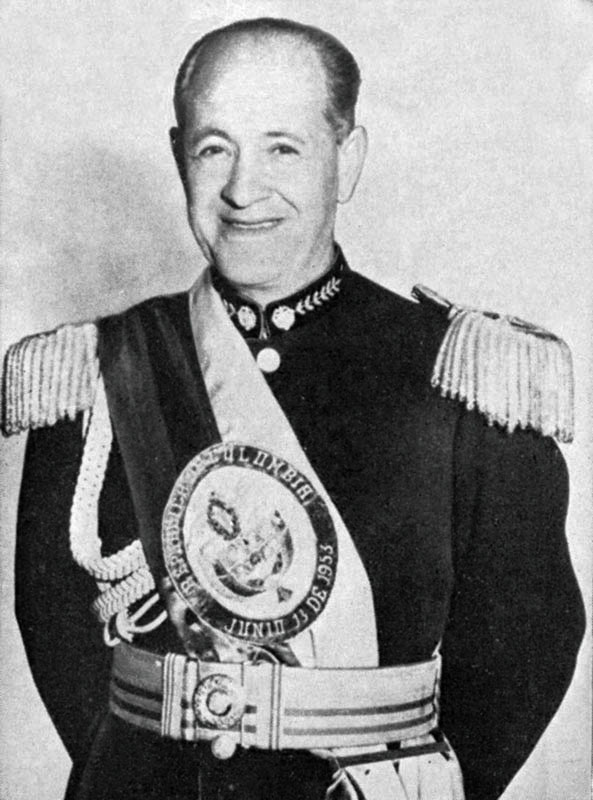
Retrato del general con la banda presidencial, 1953.

Para lograr la pacificación, propuso conceder amnistía a los combatientes guerrilleros y la reconstrucción económica de las zonas afectadas por la violencia. De hecho, algunas guerrillas liberales depusieron sus armas. Pero no tuvo éxito con las guerrillas comunistas; se demuestra en que haya declarado como ilegal al Partido Comunista Colombiano.
Desde el gobierno de Laureano Gómez se había utilizado un estado de sitio manejado con la Asamblea Nacional Constituyente y a falta del legislativo se utilizaban decretos, método que igualmente utilizó Rojas para imponer su plan. Según sus ideas, ante el fracaso político-social de los partidos tradicionales, el "binomio Pueblo-Fuerzas Militares” sería el camino para realizar los cambios en el país. Consideró que el nacionalismo y el patriotismo debían ser las fuerzas de cohesión del pueblo colombiano, anegado en violencia y crisis nacional.
Según sus ideas, sin la justicia social sería muy difícil la paz y mucho más la libertad. «No se puede hablar de paz sin justicia social y justa distribución y goce de las riquezas.» Así, para estimular la economía y facilitar el manejo de las licencias de importación creó dos bancos públicos, medidas que los bancos privados consideraron como «competencia desleal». Estimuló el trabajo y el desarrollo de la infraestructura del país, para lo cual estableció un impuesto sobre los ingresos y sobre el patrimonio.

### Primera reelección

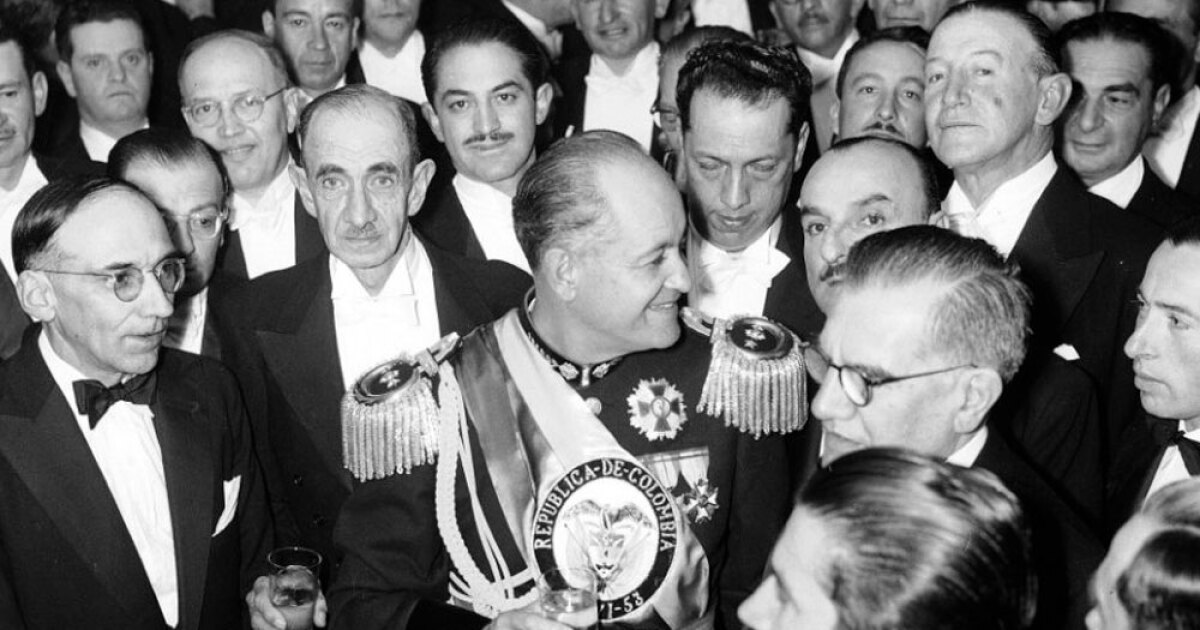
Gurropín junto a sus simpatizantes políticos en una reunión gubernamental.

El año siguiente, al término del "periodo en curso", el 3 de agosto de 1954, Rojas logró que la Asamblea Nacional Constituyente, en ese momento mayoritariamente compuesta de conservadores, reafirmara su posesión y que lo reeligiera para el periodo siguiente, es decir, hasta 1958. El 25 de octubre, la Asamblea aprobó el cambio constitucional para extender el sufragio a las mujeres, derecho que fue ejercido efectivamente en el plebiscito de 1957.
Entretanto, separándose del apoyo bipartidista que lo había llevado al poder, Rojas fue creando lo que llamó la "Tercera Fuerza". Con este propósito, el general formuló un reordenamiento del país bajo la alianza de los trabajadores, clases medias y militares, sustentado en principios católicos tomados de la doctrina social de la Iglesia y en los ideales bolivaristas.
Tan pronto como el ministro de Gobierno, Lucio Pabón, anunció públicamente, el 9 de enero de 1955, la formación del nuevo partido "Movimiento de Acción Popular" para respaldar la gestión de Rojas, los partidos tradicionales decidieron oponérsele activamente usando los periódicos bajo su control.

### Mandato

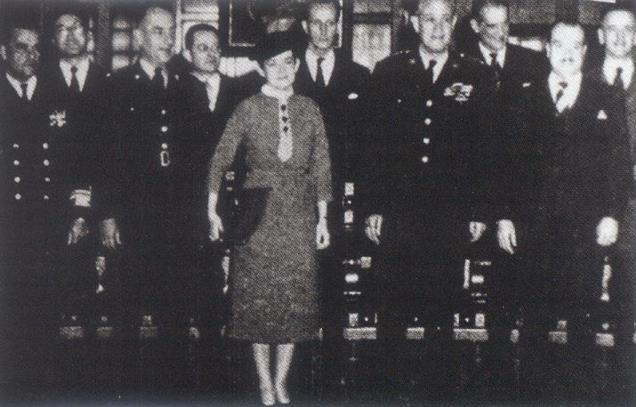
Gabinete de Rojas Pinilla.

La armonía entre el gobierno y los dirigentes civiles se rompe cuando, el 8 de junio de 1954, en un acto de la Universidad Nacional de Colombia, en el que varios estudiantes conmemorarían la muerte del estudiante Gonzalo Bravo Pérez ocurrida 25 años atrás, se culmina con la muerte del estudiante Uriel Gutiérrez. Al día siguiente, 9 de junio, los universitarios marcharon hacia el centro de Bogotá, donde fue perpetuada la Masacre de estudiantes baleados por el Batallón Colombia, con un saldo de 13 muertos. El gobierno atribuyó el hecho al comunismo y a la oposición laureanista, lo cual fue desmentido por dichos partidos.

#### Censura y represión
La dictadura militar de Rojas Pinilla se caracterizó por mantener un continuo enfrentamiento con la prensa, mediante la expedición de normas legales que pretendían proteger a funcionarios de posibles injurias y calumnias. Igualmente, el régimen fomentó la creación de una prensa estatal y paraestatal subsidiada por el gobierno y el hostigamiento legal, tributario y comercial de los periódicos de oposición. El 6 de marzo de 1954, se ordenó por decreto «que todos los periódicos del país debían ceñirse al relato de los hechos y evitar la interpretación». El 15 de marzo, el gobierno cerró la Unidad, un semanario editado en Bogotá y dirigido por Belisario Betancur, por publicar un manifiesto en contra del gobierno. Al mes siguiente se dictó un decreto que establecía pena de prisión, de dos a cinco años, para quien difamara al gobierno militar.
El 30 de septiembre de 1955, Rojas Pinilla instaura la censura, y posterior clausura de los diarios de oposición El Tiempo, El Espectador, Diario Gráfico y El Siglo recurriendo al decreto 2535, al que tituló «una prensa libre pero responsable». A pesar de ello, deja funcionando al Tiempo y al Espectador bajo los nombres de Intermedio y El Independiente, respectivamente, que trabajaron de forma efímera en 1955. De igual manera, varios periódicos son multados y sujetos de la censura previa.

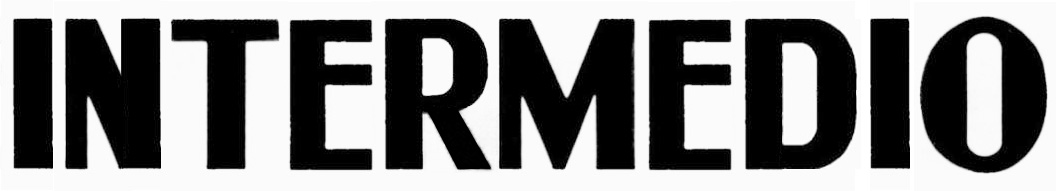
Periódico Intermedio, surgido en 1955 como una respuesta del expresidente Eduardo Santos (su director) tras el cierre de El Tiempo por la represión militar.

Así mismo, el régimen de Rojas Pinilla instauró la persecución religiosa contra el protestantismo, incluyendo el encarcelamiento de una misionera estadounidense de 82 años acusada de proselitismo comunista, lo que motivó la preocupación y protestas del gobierno de ese país. El gobierno establece una emisora de radio llamada Radio Sutatenza; cuyo contenido es más que todo propaganda católica mezclada con clases de alfabetización. El gobierno reparte miles de radios en las áreas rurales, pero estas radios reciben una sola emisora.
Hasta 1955, el porte de armas de fuego fue legal en Colombia: Rojas Pinilla implementa el sistema de salvoconductos, y el porte de armas se vuelve ilegal.
En un reporte preparado por la Agencia Central de Inteligencia (CIA) para el Departamento de Estado estadounidense, se describen aumentos dramáticos en los impuestos durante 1954, entre ellos los de Patrimonio e Ingresos, lo que golpea a las clases más altas de la sociedad. Los impuestos aumentan del 5% al 14%. Esto causa protestas en el Valle del Cauca, donde más de 400 personas son arrestadas. Rojas, preocupado por la posibilidad de una rebelión civil, compra una flotilla de helicópteros Bell 47, y mantiene uno a la mano en su palacio presidencial en caso de que sea necesario escapar súbitamente. El helicóptero presidencial de Rojas Pinilla hoy se encuentra en el Museo Militar de Colombia en Bogotá.
El aspecto que tal vez más se ha destacado fue el cierre del crédito externo por parte de los organismos financieros internacionales en el último año de gobierno de Rojas Pinilla, asunto que sin duda profundizó las dificultades que afrontaba este gobierno y aceleró, por tanto, su caída.
En 1955, la administración Rojas Pinilla firma un pacto con los EE. UU. que permite a las compañías extranjeras en Colombia sacar el 100% de sus ingresos del país. Poco después, comienzan a salir tantos vuelos cargados de  oro y platino del país, que uno se estrella en los Andes, y es recuperado por una compañía norteamericana. En junio de 1957, el reportero Héctor Echeverry Cárdenas, es asesinado un día después de escribir un artículo donde acusaba a Rojas Pinilla de sacar 2 millones de dólares en oro y platino de Colombia para su uso personal.
Enfocado en proyectos de ingeniería a gran escala, y en la minería de platino, la administración Rojas Pinilla comienza a importar cientos de toneladas de dinamita por el puerto de Buenaventura. En diciembre de 1954, mueren 25 personas en un deslizamiento causado por dinamita utilizada en la minería de platino en Quibdó. En marzo de 1955, mueren 11 soldados que transportaban 9 toneladas de dinamita en Santander. El 7 de agosto de 1956, mueren más de 4,000 personas en la Explosión de Cali, cuando el Ejército Nacional decide parquear 7 camiones cargados con más de 42000 kilos de dinamita en el centro de una de las ciudades más grandes del país.

#### Incidentes en la plaza de toros

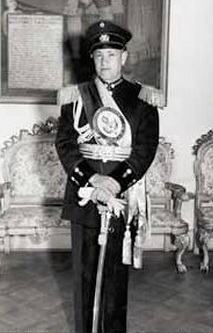
Rojas como presidente, años 50.

El 29 de enero de 1956, la hija de Rojas Pinilla, María Eugenia de Moreno, y su esposo fueron objeto de sonora rechifla durante una corrida de toros en la plaza de toros de Santamaría en Bogotá en contraste con la ovación ofrecida minutos antes a Alberto Lleras Camargo líder de la oposición liberal al régimen; testigos presenciales recuerdan que cuando el torero ofreció el toro a María Eugenia frente al palco presidencial, el público le gritaba: "no se lo ofrezca porque se lo lleva a Melgar".
Al domingo siguiente, 5 de febrero, se produjo la represalia. Investigadores afirman que el gobierno estableció un plan que incluyó la compra de miles de boletas para sus detectives y agentes, con el fin de vengar el honor escarnecido de María Eugenia y su esposo. A quienes cantaban "Lleras sí, otro no", y a los que se negaban a vitorear a María Eugenia, los agentes del Servicio de Inteligencia Colombiano (SIC) los molieron a palos, los lanzaron por las graderías del circo, los golpearon con yataganes o a puntapiés. El número exacto de muertos y heridos nunca se pudo precisar. Los muertos de ese día fueron enterrados sin nombre. 
Hoy es imposible dar un número concreto de víctimas. La noticia no salió reseñada en ningún medio colombiano por la censura existente pero la agencia United Press Iinternational (UPI) sí transmitió la noticia a sus abonados en todo el mundo lo que le costó el exilio a su director de corresponsales Carlos J. Villar Borda. El Diario de Colombia, periódico oficial de la dictadura, calificó los hechos como «triviales y baladíes, de ocurrencia cotidiana». El periódico El Catolicismo, mientras tanto, se preguntaba: «¿En qué cabeza civilizada pudo nacer la idea de aleccionar a golpes de manopla y cachiporra?» y para el cardenal Crisanto Luque Sánchez, la Santamaría se convirtió ese día «en el escenario de un espectáculo harto más sangriento que las suertes de la tauromaquia».

#### Pacto bipartidista
Los diálogos entre los conservadores, inicialmente liderados por Laureano Gómez y seguido más tarde por Mariano Ospina Pérez, y liberales, liderados por Alberto Lleras Camargo, para calmar los odios y diferencias fue preparando el camino para lo que se llamaría el Frente Nacional. Primero fue el Pacto de Benidorm del 24 de julio de 1956 en donde reconocieron la responsabilidad compartida en la decadencia de la democracia y empezaron a buscar la fórmula igualitaria; luego el pacto del 20 de marzo de 1959, en donde se oponen firmemente a la reelección de Rojas para el periodo siguiente y apoyan las elecciones libres; luego la declaración de Sitges, en donde confirman que los dos partidos compartirían el poder en partes iguales durante 16 años y la presidencia se alternaría cada cuatro años entre los dos partidos.

### Segunda reelección
En noviembre de 1956 Mariano Ospina Pérez renuncia a la dirección de la Asamblea Nacional Constituyente (ANAC) como protesta al intento de Rojas de poner 25 miembros más en la Asamblea para asegurarse la reelección. Presidida por Lucio Pabón Núñez, la ANAC fue convocada el 22 de marzo, pero los miembros de la oposición, liderados por Guillermo León Valencia elegido como candidato presidencial bipartidista, según lo pactado en Benidorm, para oponer resistencia al deseo de reelección de Rojas Pinilla, abandonaron las deliberaciones pues no se les permitió leer el manifiesto bipartidista en el cual seis expresidentes señalaban que Valencia era el jefe del movimiento contra el gobierno. Los miembros de la ANAC leales al gobierno disolvieron la Constituyente, que fue convocada nuevamente para el 11 de abril, pero con nuevos y complejos sistemas de elección que aseguraban total fidelidad al gobierno y absoluta exclusión de la oposición. Reunida la nueva Constituyente, en su primera sesión del 30 de abril de 1957 se presentó la moción para reelegir al jefe supremo por cuatro años más, luego de que expirara su periodo el 7 de agosto de 1958.
Esto desencadenó una oposición todavía más agresiva contra el gobierno, sobre todo cuando Guillermo León Valencia el 1 de mayo fue puesto bajo arresto domiciliario en la casa donde se hospedaba en Cali, y posteriormente llevado a Bogotá el 3 de mayo. Valencia y el jefe liberal de la oposición, Alberto Lleras Camargo, acordaron entonces anticipar los planes de derrocar a Rojas y a su gobierno a través de manifestaciones estudiantiles, un cierre general de la industria, comercio, banca, etc. y huelgas, acciones que estaban previstas para junio o tal vez un poco después. 
Sin embargo los acontecimientos se desencadenaron con la detención de Valencia. A su vez, Rojas Pinilla usa la explosión de los camiones de dinamita en Cali en la madrugada del 7 de agosto de 1956 para atacar a los pactos bipartidistas de conspiradores y responsables de dicho incidente aunque por otro lado, su hija María Eugenia encabezaba las ayudas a los damnificados a nombre de la Secretaría Nacional de Asistencia Social (Sendas). Por otra parte las guerrillas y bandas de ambos bandos que no se habían acogido a la amnistía o habían vuelto a las armas se desempeñaron como bandoleros.

### Caída y exilio
La reelección de Rojas no se llevó a cabo ya que los partidos, la Iglesia, los estudiantes, la banca, la industria y los sindicatos declararon un paro nacional desde el 6 de mayo en contra de su reelección, paro conocido como las jornadas de mayo. En la madrugada del 10 de mayo de 1957, Rojas aceptó retirarse y en su sustitución nombró un gobierno militar de transición. A las 9:30 a. m. anunció su renuncia a todo el país a través de la Radiodifusora Nacional, acordó los miembros de la Junta Militar y partió al exilio ese mismo día a España, la misma nación que albergaba a Laureano Gómez, derrocado por Rojas Pinilla cuatro años atrás, aunque otra versión sugiere que Rojas se exilió en República Dominicana bajo asilo político de Héctor Bienvenido Trujillo, hermano y títere del dictador Rafael Leónidas Trujillo. 
La Junta militar tomó posesión el mes siguiente y disolvió la Asamblea Nacional Constituyente.

## Postgobierno

### Juicio político
Después de 15 meses de gobierno de la Junta militar, el 7 de agosto de 1958, entró en vigor el Frente Nacional, creado para poner fin al conflicto bipartidista. En 1958 el primer gobierno del Frente Nacional, presidido por Alberto Lleras Camargo, le hizo un juicio político a Rojas Pinilla por lo cual el general regresó al país el 11 de octubre de 1958 y el 16 de octubre fue obligado a presentarse ante el Senado para defenderse de las acusaciones en su contra, pues había solicitado que su juicio lo hiciera la Corte Suprema de Justicia, un tribunal especial o una corte marcial y se negó a responder al interrogatorio. 
Ante rumores de un complot, el gobierno ordenó el arresto de Rojas Pinilla el 3 de diciembre de 1958, declaró turbado el orden público y en estado de sitio todo el territorio nacional con el argumento de que existía «un plan subversivo para derrocar la autoridad legítima», bajo la dirección personal del general Rojas Pinilla, «en conexión con elementos retirados de las Fuerzas Armadas, grupos de antiguos funcionarios de la dictadura y elementos antisociales».
El juicio continuó, el 15 de diciembre el Senado dictó acto de detención preventiva contra el general y el embargo de sus bienes. El presidente levantó el estado de sitio el 13 de enero de 1959, y, el 20 de enero, Rojas Pinilla fue traído en secreto, desde Galerazamba a Bogotá. Los defensores del general fueron Daniel Valois Arce y Jesús Estrada Monsalve. El veredicto del Congreso Nacional, del 18 de marzo de 1959, fue condenatorio contra el general Rojas; sin embargo, siete años después, el Tribunal Superior de Cundinamarca le devolvió sus derechos políticos el 20 de diciembre de 1966 y un año después, la Corte Suprema de Justicia confirmó este acto judicial, el 18 de octubre de 1967.

### Últimos años

#### Primera candidatura presidencial
La Alianza Nacional Popular (ANAPO) que tenía como candidato a Rojas (y que venía desarrollándose desde el año anterior, se conforma en Duitama el 6 de enero de 1962), quién se presentó a las elecciones para las corporaciones públicas el 18 de marzo de 1962 y para las presidenciales de ese mismo año. 
Aún eran recientes los sucesos de su renuncia forzosa y de su juicio político a casi diez años de su llegada al poder en 1953, por lo que su candidatura no despegó (como era lo proyectado), y quedó en el cuarto lugar, siendo derrotado por el conservador Guillermo León Valencia (hermano de su anterior ministra Josefina Valencia) quien aglutinaba la maquinaria política del Frente Nacional; y quedando debajo del disidente liberal Alfonso López Michelsen (hijo del fallecido expresidente Alfonso López Pumarejo) del Movimiento Revolucionario Liberal, y del exministro Jorge Leyva Urdaneta, disidente del Partido Conservador. Sin embargo, su votación fue anulada por ser condenado a perder sus derechos políticos.
A pesar de su derrota en las presidenciales, la ANAPO logró numerosos escaños en el Congreso Nacional en las elecciones de 1968 y lentamente se empezó a perfilar la nueva candidatura de Rojas a la presidencia, tras la derrota del excongresista José Jaramillo Giraldo, quien ocupó un honroso segundo lugar, tras la aplanadora bipartidista que apoyó al liberal Carlos Lleras Restrepo, presidente entre 1966 y 1970. Sus posibilidades crecieron aún más cuando la Corte Suprema de Justicia anuló el fallo con el que Rojas perdía sus derechos políticos. Su habilitación jurídica fue el último ladrillo para cimentar su campaña presidencial para 1970.

#### Segunda candidatura presidencial
Rojas empezó a perfilarse como un candidato con serias posibilidades para ganar las elecciones presidenciales, que hasta incluso la élite política de la época había comenzado a incomodarse con su aspiración. En su contra estaban la prensa, los partidos políticos tradicionales y ultimadamente el gobierno nacional, ya que, en una ocasión, el presidente Lleras proclamó un discurso sobre la necesidad de derrotar a Rojas en las elecciones, hecho que fue considerado como una violación a la imparcialidad del presidente en épocas de elecciones.
Rojas se enfrentó contra la maquinaria frentenacionalista que apoyaba desesperadamente la candidatura de Misael Pastrana Borrero, exministro de Lleras, y contra los disidentes conservadores Evaristo Sourdis y Belisario Betancur. Las elecciones resultaron bastante reñidas y el resultado oficial fue de 1 625 025 votos por Pastrana y 1 561 468 votos por Rojas. De esta manera la Corte Electoral proclamó a Pastrana como presidente para el periodo 1970-1974. No obstante, Rojas y sus partidarios calificaron los hechos como un fraude electoral y se recalca que varios analistas han señalado también la dudosa veracidad de esos resultados.
Dentro del grupo inconforme de la ANAPO, existían grupos de izquierda y de estudiantes con ideas compartidas por Rojas, de entre los cuales surgió luego el movimiento guerrillero Movimiento 19 de abril (M-19),que, al considerar agotadas las vías electorales, optó por la vía armada declarándose «el brazo armado del pueblo anapista».

### Muerte

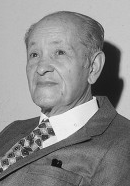
Rojas Pinilla en 1972.

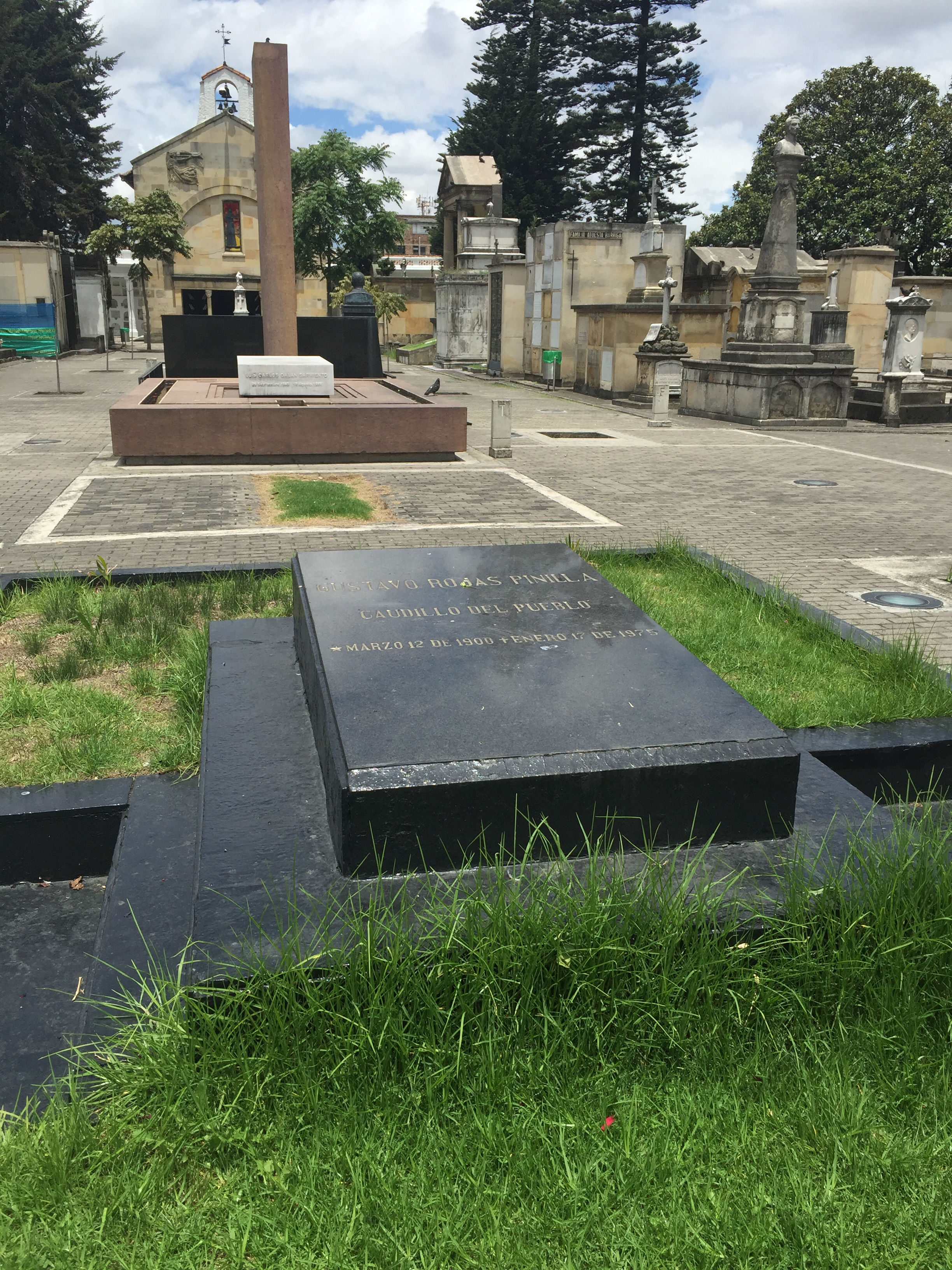
Tumba de Rojas Pinilla en el Cementerio Central de Bogotá.

Rojas murió el 17 de enero de 1975 en el municipio de Melgar, cerca a Bogotá, en su finca a orillas del río Sumapaz, a consecuencia de una complicación cardiorrenal que le produjo un infarto. Su cadáver fue trasladado a Bogotá el mismo día en un avión de la Fuerza Aérea Colombiana. Tras llegar al aeropuerto El Dorado, el ataúd fue trasladado a la residencia de la familia Rojas en la carrera 15 con calle 39 en Teusaquillo.
Tras ser embalsamado estuvo en cámara ardiente en el Capitolio Nacional.  Las ceremonias religiosas fúnebres fueron oficiadas por el arzobispo de Bogotá, Aníbal Muñoz Duque, en la Catedral Basílica Metropolitana de Bogotá y Primada de Colombia. El entonces presidente de Colombia, Alfonso López Michelsen, reconoció “sus esfuerzos en favor de la paz, por medio de la amnistía que concedió a los alzados en armas, a raíz del 13 de junio, y el modo como supeditó consideraciones de carácter personal a las conveniencias públicas, a raíz de la elección presidencial de 1970”.
Sus restos reposan actualmente en el Cementerio Central de Bogotá.

## Vida privada

### Familia
Gustavo Rojas Pinilla fue el menor de cinco hermanos de una familia conservadora formada por el coronel Julio Rojas Jiménez, quien se había desempeñado como oficial durante la guerra de los Mil Días, y de su esposa Hervencia Pinilla Suárez. Uno de sus hermanos era Carlos Rojas, médico reputado, quien fue el padre del escritor español Carlos Rojas Vila.

### Matrimonio y descendencia
Con Carolina Correa, Gustavo tuvo a sus hijos Gustavo, María Eugenia y Carlos Rojas Correa. María Eugenia fue candidata a la presidencia de la república en 1974 y dirigente de la Alianza Nacional Popular (ANAPO); casada con Samuel Moreno Díaz. Sus nietos Samuel Moreno Rojas e Iván Moreno Rojas fueron elegidos alcaldes de Bogotá y Bucaramanga respectivamente, y, en 2011, fueron acusados y detenidos por corrupción en la administración de obras públicas en Bogotá en lo que se denominó el carrusel de la contratación.